# 杜兰德
杜兰德是巴西米纳斯吉拉斯州的一个市镇。总面积217.778平方公里，总人口6932人，人口密度31.8人/平方公里。